# Westernhagen (Album)
Westernhagen ist das elfte Studioalbum des deutschen Sängers Marius Müller-Westernhagen. Es erschien am 25. September 1987 bei WEA Records.

## Entstehung
Westernhagen wurde im Can-Studio, Weilerswist, produziert und aufgenommen, Westernhagen produzierte selbst mit René Tinner. Auch das selbstbetitelte Album entstand in einer Zeit der Veränderung. 1985 war Westernhagen gemeinsam mit Polly Eltes Vater einer Tochter geworden. Bald darauf hatte er das Model Romney Williams kennengelernt. Westernhagen widmete ihr das selbstbetitelte Album. Die Stücke auf ihm wurden vielfach live gespielt, und es stieß bei Anhängern und Kritikern gleichermaßen auf positive Resonanzen. Freiheit avancierte bald darauf in einer Liveversion zu einem von Westernhagens bekanntesten Titeln. Die Fotografien stammen von Dieter Eikelpoth.

## Titelliste
1. Narbenherz – 4:31
2. Weißt Du, daß ich glücklich bin – 6:19
3. Depression – 3:53
4. Es geht weiter – 3:27
5. Freiheit – 2:39
6. Nimm mich mit – 6:00
7. Lieb’ mich – 4:38
8. Hey Mama – 4:23
9. Ganz und gar – 5:13

## Rezeption

### Charts und Chartplatzierungen
Westernhagen stieg am 19. Oktober 1987 auf Rang 21 der deutschen Albumcharts ein. Seine beste Platzierung erreichte es in der Chartwoche vom 9. Mai 1988 mit Rang 21. Das Album konnte sich 45 Wochen in den Charts platzieren, letztmals in der Chartwoche vom 29. August 1988. 1988 platzierte sich das Album auf Rang 30 der deutschen Album-Jahrescharts.
Für Westernhagen wurde sein selbstbetiteltes Album zum neunten Chartalbum in Deutschland.
| ChartsChartplatzierungen | Höchstplatzierung | Wochen |
| ------------------------ | ----------------- | ------ |
| Deutschland (GfK)        | 21 (45 Wo.)       | 45     |

| ChartsJahrescharts (1988) | Platzierung |
| ------------------------- | ----------- |
| Deutschland (GfK)         | 30          |

### Auszeichnungen für Musikverkäufe
1993 wurde für Westernhagen für über 250.000 verkaufte Einheiten eine Goldene Schallplatte in Deutschland verliehen.
| Land/Region        | Auszeichnungen für Musikverkäufe (Land/Region, Auszeichnung, Verkäufe) | Verkäufe |
| ------------------ | ---------------------------------------------------------------------- | -------- |
| Deutschland (BVMI) | Gold                                                                   | 250.000  |
| Insgesamt          | 1× Gold ·                                                              | 250.000  |